# Beatfreakz
Beatfreakz est un groupe dance néerlandais formé en 2006 par Dennis Christopher, Dimitrie Siliakus et Mark Simmons.
Discographie (singles) :
- Somebody's Watching Me, reprise de Rockwell, n°3 du hit-parade britannique et n°3 du hits des clubs allemands. Le clip est une parodie de celui de Thriller de Michael Jackson.
- Superfreak, reprise de Rick James (2 octobre 2006).
- Ghostbusters, reprise de Ray Parker, Jr., inauguré lors de la grande fête de fin de saison à Ibiza, au club Matinee.
- Walk This Way, reprise d'Aerosmith sur la compilation Put Your Hands Up! 2.